# 近代中国社会的新陈代谢
《近代中国社会的新陈代谢》是中国历史学家陈旭麓（1918年-1988年）的一部重要经典学术著作。
1978年以后至1988年病逝的十年间，陈旭麓教授以“近代中国社会的新陈代谢”为题，为华东师范大学研究生和青年教师授课。1988年书稿尚未整理完毕即去世。其遗稿经其学生整理成书，于1992年出版。
该书对近代中国社会的社会经济政治结构乃至城乡社会组织、物质生活乃至社会习尚、政治思想、哲学、文学等社会意识乃至社会心态，等等诸多方面的变迁，逐一进行多方面、多层次的考察研究，